# Лёдерсдорф
Лёдерсдорф (нем. Lödersdorf) — коммуна в Австрии, в федеральной земле Штирия. 
Входит в состав округа Фельдбах.  Население составляет 701 человек (на 31 декабря 2005 года). Занимает площадь 9,81 км². 

## Политическая ситуация
Бургомистр коммуны — Эмма Линдль (АНП) по результатам выборов 2005 года.
Совет представителей коммуны (нем. Gemeinderat) состоит из 9 мест.
- АНП занимает 6 мест.
- СДПА занимает 3 места.